# Hope and Glory (2024)
Hope and Glory (deutsch Hoffnung und Ruhm) ist ein deutsches Mad-Max-Fanprojekt aus dem Jahr 2024. Der mittellange Film der Regisseure Erik van Schoor und Adrian Martin handelt von Max Rockatansky, der in seinem Interceptor auf der Suche nach Benzin das Wasteland durchstreift und sich auf eine schicksalhafte Mission einlässt. Hope and Glory spielt nach den ersten drei Mad-Max-Filmen (Mad Max, Mad Max II – Der Vollstrecker und Mad Max – Jenseits der Donnerkuppel), vor Mad Max: Fury Road und parallel zu Furiosa: A Mad Max Saga.

## Handlung
Das Intro des Films zeigt Bilder der über die Menschheit einbrechenden Apokalypse und wie Gruppierungen um die Vorherrschaft kämpfen.
Max Rockatansky durchquert alleine das Wasteland. Auf der Suche nach Treibstoff, um mit seinem Interceptor mobil zu bleiben, trifft er auf drei War Boys, die er in einem kurzen Kampf tötet. In den Trümmern sucht er vergeblich nach Benzin, Wasser und Essbarem und wird dabei von Hope angesprochen, die von den War Boys gefangen wurde. Sie verspricht Max Benzin, worauf dieser sie zu ihrem Compound, einem ehemaligen Flugzeughangar zu fährt.
Dort angekommen, macht ihm der Commander des Hangars klar, dass Hope nicht über die Benzinvorräte entscheiden kann. Nachdem Hope von Max’ Kampfkünsten erzählt, schließen der Commander und Max einen Deal: Im Austausch für Benzin soll er ins Territorium der Buzzards fahren und den Kopf des obersten Anführers mitbringen. Befestigt auf der Motorhaube des Old King, der als stumme Autorität Teil des Gesprächs ist, dient dieser als Abschreckung für Feinde.
Als Max den Hangar verlassen will, wird er von Hope aufgehalten, die ihn bittet, ihre Tochter Glory, welche von den Buzzards gefangen gehalten wird, zu befreien. Nach anfänglichem Zögern lasst sich Max darauf ein. Hope überreicht ihm einen Teddybär namens Mister Petz, den Glory erkennen wird.
Bei seiner Fahrt durch die Ruinenstadt Sunken City wird Max bereits von Buzzards beobachtet und findet schließlich den Eingang zu ihrer Höhle. In einer verzerrten Vision wird Max von Menschen überrascht, die er in seinem Leben nicht retten konnte und die ihn fragen, weshalb. Der Teddybär in seiner Hand gibt ihm wieder Hoffnung, wenigstens Glory zu retten.
Max findet Glory in einem tiefen Brunnenschacht und zieht sie mit einem Tau herauf, doch die Buzzards werden auf sie aufmerksam. Bei der anschließenden Verfolgungsjagd schütteln sie diese ab, indem Max auf einen Balken an der Decke schießt und damit den Tunnel zum Einsturz bringt.
Bei der Rückkehr zu Max’ Interceptor finden sie weitere Buzzards, inklusive des Anführers vor. Ein Kampf entbrennt, in welchem Max einen Buzzard nach dem anderen tötet, jedoch selbst stark verletzt wird. Glory hilft ihm, indem sie einen Buzzard anzündet und den Anführer überfährt.
Die Hangarbewohner sind erstaunt, dass Max tatsächlich zurückkommt und auch noch Glory mitbringt. Doch als sie eintreffen, wird Max aufgrund seiner Verletzungen ohnmächtig. Er wacht in einem Krankenzimmer auf, in welchem der Old King ihm anbietet, dass er der neue Commander des Hangars wird. Max lehnt ab und möchte stattdessen Benzin.
Max verlässt den Hangar alleine. In einer Vision sitzen Hope und Glory neben ihm auf dem Beifahrersitz und lächeln ihn an. Er beschließt, umzukehren, doch findet einen vollständig zerstörten Hangar und eine tote Hope, sowie viele weitere tote Hangarbewohner vor, nur Glory lebt als scheinbar einzige noch. Max versucht sie zu retten, doch sie stirbt in seinen Armen. Der Commander taucht aus einem Versteck auf, doch Max beachtet ihn nicht, steigt in sein Auto und rast den Buzzards hinterher. Die anschließende Verfolgungsjagd der beiden Autos endet, indem Max einen Buzzard erschießt, der gerade eine Granate auf ihn werfen will. Diese führt zur Explosion des ganzen Autos.
In den Trümmern findet Max neben einem schwerverletzten Buzzard auch den Teddybären Mister Petz. Er erschlägt den Buzzard, lässt den Teddy in die Flammen fallen, steigt in sein Auto und fährt alleine in die Dunkelheit.

## Hintergrund
Der Film ist ein unabhängig produziertes Fanprojekt. Es ist ein Tribut und eine Hommage an George Millers Mad-Max-Filmreihe und basiert lose auf dem 2015 erschienenen und von George Miller, Nico Lathouris und Mark Sexton geschriebenen Comic Mad Max: Fury Road.
Gedreht wurde zwischen August 2021 und Januar 2023 an 29 Drehtagen in Deutschland und Spanien. Drei der sechs Drehblöcke fanden in Heidenheim statt. 275 Leute von fünf Kontinenten waren an der Produktion beteiligt.
Die beiden Regisseure des Films Erik van Schoor und Adrian Martin sowie der Kameramann Johannes Pfau produzierten den Film. Der Film wurde von ihnen größtenteils privat finanziert, die Kosten betrugen in etwa 70.000 €. Ein unterer fünfstelliger Betrag wurde durch Spenden eingenommen.
Für den Film wurden ein halbes Dutzend Autos selbst gebaut, ein Storyboard mit über 500 Einzelbildern gezeichnet, über 50 individuelle Kostüme hergestellt und etliche Drehorte postapokalyptisch umgebaut. Die Musik wurde von Dimitris Dodoras komponiert und durch das Budapest Scoring Orchestra eingespielt. Der Filmton wurde in Dolby Atmos abgemischt.
Bureau Dada und PixStone Images, eine VFX-Firma aus Indien, die bereits an Filmen wie Avatar: The Way of Water und Planet der Affen: New Kingdom mitwirkte, co-produzierten den Film.
Die Premiere des Films fand am 24. April 2024 im delphi LUX in Berlin statt, die Veröffentlichung auf YouTube am 5. Mai 2024.
Am 15. September sowie am 19. September 2024 lief der Film im ARRI Kino München sowie im Zoo Palast Berlin auf den größten Leinwänden der beiden Städte und erstmals in Dolby Atmos. Die Vorstellungen fanden in Verbindung mit einer Wiederaufführung von Mad Max: Fury Road statt.
Mitte Mai 2025 hatte der Film bei YouTube etwa 3,2 Millionen Abrufe.
Am 5. Mai 2025 wurde ein 45-minütiges Making Of des Films veröffentlicht.

## Rezeption
Hope and Glory wurde in etlichen Podcasts, YouTube-Shows, Film-Zeitschriften und Film-Blogs besprochen und stieß auf überwiegend positive Kritiken.
Als selbst finanziertes Fan-Projekt habe der Film eine Qualität, die sich mit Kinofilmen mit hohem Budget messen lassen könne.
Podcasts (Auswahl):
- Cinema Strikes Back[9]
- Robservations[10]
- Leinwandliebe[11]
- Zwei wie Pech und Schwafel[12] mit David Hain und Robert Hofmann
- Aus dem Off mit u. a. Shawn Bu[13]
- Credit to the Edit - Folge 52[14] mit Filmeditor Wolfgang Wolman und Hauptdarsteller Daniel Grave.

YouTube (Auswahl):
- Kino+[15]
- Riecks Filmkritiken[16]
- BeHaind[17]

Film-Zeitschriften (Auswahl):
- Film & TV Kamera[18]
- Cinema[19]
- Deadline[20]

Kino+ produzierte eine Sondersendung zum Film, bei dem der Moderator Daniel Schröckert Regisseur Erik van Schoor und Kameramann Johannes Pfau interviewte.
Der Filmemacher und DVD-Produzent Robert Meyer Burnett bezeichnete den Film als „pretty damn impressive“ („verdammt beeindruckend“).
Der Comiczeichner Brendan McCarthy, Autor von Mad Max: Fury Road, und Mark Sexton, Storyboard Artist von Mad Max: Fury Road und Autor des gleichnamigen Comicbuchs, sprachen ihre Wertschätzung für das Projekt aus.
Die Produzenten des Films veröffentlichten am 4. Juli 2024 einen Video Call mit Mark Sexton, in welchem sie über die Parallelen des Kurzfilms zum Comicbuch sowie Hintergründe zu Mad Max: Fury Road und Furiosa: A Mad Max Saga sprechen.
Xenia Popescu von Cinema Strikes Back sagt über den Film: „Das ist der beste Fan-Film, den ich je gesehen habe.“

## Auszeichnungen
- Deutscher Rock & Pop Preis 2024: Beste Filmmusik[26]
- SAE Awards 2024: Best Audio Production[27]